# Coupe du monde de cyclisme sur route 2004
Navigation
Édition précédente
La Coupe du monde de cyclisme 2004 fut la 16e et dernière édition de la Coupe du monde de cyclisme sur route.
Paolo Bettini est le premier coureur à remporter trois fois la Coupe du monde bien qu'il n'ait remporté aucune des manches en 2004. 

## Épreuves
| Date       | Course                       | Pays      | Vainqueur                      | Équipe               | Leadeur du classement | Équipe du leader     |
| ---------- | ---------------------------- | --------- | ------------------------------ | -------------------- | --------------------- | -------------------- |
| 20 mars    | Milan-San Remo               | Italie    | Óscar Freire                   | Rabobank             | Óscar Freire          | Rabobank             |
| 4 avril    | Tour des Flandres            | Belgique  | Steffen Wesemann               | T-Mobile Team        | Óscar Freire          | Rabobank             |
| 11 avril   | Paris-Roubaix                | France    | Magnus Bäckstedt               | Alessio-Bianchi      | Steffen Wesemann      | T-Mobile Team        |
| 18 avril   | Amstel Gold Race             | Pays-Bas  | Davide Rebellin                | Gerolsteiner         | Steffen Wesemann      | T-Mobile Team        |
| 25 avril   | Liège-Bastogne-Liège         | Belgique  | Davide Rebellin                | Gerolsteiner         | Davide Rebellin       | Gerolsteiner         |
| 1er août   | HEW Cyclassics               | Allemagne | Stuart O'Grady                 | Cofidis              | Davide Rebellin       | Gerolsteiner         |
| 7 août     | Classique de Saint-Sébastien | Espagne   | Miguel Ángel Martín Perdiguero | Saunier Duval-Prodir | Davide Rebellin       | Gerolsteiner         |
| 22 août    | Championnat de Zurich        | Suisse    | Juan Antonio Flecha            | Fassa Bortolo        | Davide Rebellin       | Gerolsteiner         |
| 10 octobre | Paris-Tours                  | France    | Erik Dekker                    | Rabobank             | Paolo Bettini         | Quick Step-Davitamon |
| 16 octobre | Tour de Lombardie            | Italie    | Damiano Cunego                 | Saeco                | Paolo Bettini         | Quick Step-Davitamon |

## Classements finals

### Individuel
Il faut avoir participé à six manches minimum pour pouvoir être classés.
| Position | Coureur             | Équipe               | Points |
| -------- | ------------------- | -------------------- | ------ |
| 1        | Paolo Bettini       | Quick Step-Davitamon | 340    |
| 2        | Davide Rebellin     | Gerolsteiner         | 327    |
| 3        | Óscar Freire        | Rabobank             | 252    |
| 4        | Erik Dekker         | Rabobank             | 251    |
| 5        | Juan Antonio Flecha | Fassa Bortolo        | 140    |
| 6        | Steffen Wesemann    | T-Mobile Team        | 131    |
| 7        | Peter Van Petegem   | Lotto-Domo           | 105    |
| 8        | Igor Astarloa       | Lampre               | 96     |
| 9        | Mirko Celestino     | Saeco                | 72     |
| 10       | Léon van Bon        | Lotto-Domo           | 68     |

### Équipes
| Position | Équipe                 | Points |
| -------- | ---------------------- | ------ |
| 1        | T-Mobile Team          | 69     |
| 2        | Rabobank               | 68     |
| 3        | Fassa Bortolo          | 47     |
| 4        | Gerolsteiner           | 47     |
| 5        | Lotto-Domo             | 45     |
| 6        | Saeco                  | 41     |
| 7        | Quick Step-Davitamon   | 37     |
| 8        | Team CSC               | 33     |
| 9        | US Postal Service      | 26     |
| 10       | Phonak Hearing Systems | 25     |